# Joachim Pfannschmidt
Joachim Pfannschmidt (* 13. Dezember 1960 in Bremen) ist ein deutscher Chirurg und außerplanmäßiger Professor der Ruprecht-Karls-Universität Heidelberg. Er ist Chefarzt der Klinik für Thoraxchirurgie der Lungenklinik Heckeshorn am Helios Klinikum Emil von Behring in Berlin.

## Leben
Pfannschmidt studierte Humanmedizin an der Westfälischen Wilhelms-Universität Münster mit Studienaufenthalten an der University of Oxford, der Harvard Medical School, Boston und der University of London mit Dissertation 1989. Von 1989 bis 1992 war er Arzt im Praktikum, Assistenzarzt und wiss. Mitarbeiter in der Klinik für Thorax- und Herzchirurgie der Universität zu Köln. 1992 wechselte Pfannschmidt an das ZKH Reinkenheide/Bremerhaven und war dort zunächst Assistenzarzt in der Klinik für Viszeral-, Thorax- und Gefäßchirurgie sowie in der Klinik für Unfall-, Hand- und Plastische Chirurgie und von 1995 bis 1999 als Oberarzt in der Klinik für Viszeral-, Thorax- und Gefäßchirurgie tätig. Die Anerkennung zum Facharzt für Chirurgie erfolgte 1996 und der Schwerpunkt für Thoraxchirurgie 1999. Nach der Zeit in Bremerhaven ging Pfannschmidt an die Thoraxklinik am Universitätsklinikum Heidelberg, um zunächst als Assistenzarzt (1999–2000), dann als Oberarzt in der Abteilung für Chirurgie zu arbeiten. 2003 nahm er die Position des Oberarztes der Thoraxklinik in Heidelberg ein, die er bis 2013 ausübte. Er habilitierte sich 2006 im Fach Chirurgie an der Ruprecht-Karls-Universität Heidelberg, 2010 erfolgte die Ernennung zum außerplanmäßigen Professor an der Universität Heidelberg. Seit 2013 ist Pfannschmidt Chefarzt der Klinik für Thoraxchirurgie der Lungenklinik Heckeshorn am Helios Klinikum Emil von Behring.

## Wissenschaftlicher Beitrag
Pfannschmidt erarbeitete gemeinsam mit einer Arbeitsgruppe der Sektion Translationale Forschung an der Thoraxklinik am Universitätsklinikum Heidelberg wissenschaftliche Schwerpunkte zur Problematik der chirurgischen Behandlung einer begrenzten Metastasierung, sowohl für das Lungenkarzinom als auch für extrapulmonale Tumore. Neben einer Vielzahl von Studien, die sich mit der Charakterisierung von klinischen Prognoseparametern für die Behandlung von Patienten mit einer Lungenmetastasierung extrathorakaler Primärtumore beschäftigten wurde in Zusammenarbeit mit der Abteilung für funktionelle Genomanalyse des Deutschen Krebsforschungszentrums an der molekularbiologischen Analyse von Gewebeproben bei Oligometastasierung mittels Affymetrix Genexpressionsanalysen geforscht. Im Anschluss folgten weitere Projekte mit Arbeitsgruppen der Kliniken für Chirurgie der Universitäten Heidelberg und Dresden, zur Untersuchung von Tumorinvasion und Metastasierung, mittels Analyse spezifischer microRNA Expressionsprofile. Die klinisch relevante Frage der thorakalen Lymphknotendissektion im Rahmen der Lungenmetastasenchirurgie wurde wiederholt betrachtet und für unterschiedliche Primärtumore analysiert. In Zusammenarbeit mit der Abteilung für Diagnostische und Interventionelle Radiologie der Thoraxklinik am Universitätsklinikum Heidelberg und den Abteilungen für Radiologie und Nuklearmedizin des HELIOS Klinikum Emil von Behring erfolgten Analysen hinsichtlich der Einordnung unterschiedlicher Diagnoseverfahren in der präoperativen Diagnostik bei Olígo- und Lungenmetastasierung. Dabei wurde der Stellenwert der präoperativen Computertomographie als auch der PET/CT-Untersuchung bewertet. Weitere Arbeiten zur Lungenmetastasierung entstanden unter anderem mit dem Landspítali University Hospital, Reykjavík sowie zu den chirurgischen Problemen in der Behandlung des Lungenkarzinoms und hier besonders des Pancoast-Tumors, bei erweiterten Brustwandeingriffen im interdisziplinären Konzept sowie bei Erkrankungen des Thymusorgans.
Pfannschmidts chirurgischer Schwerpunkt sind Operationen der Lunge und des Mittelfellraumes, insbesondere beim Lungenkarzinom und Lungenmetastasierung.

## Mitgliedschaften in wissenschaftlichen Vereinigungen
Pfannschmidt ist Mitglied in verschiedenen nationalen und internationalen wissenschaftlichen Vereinigungen wie „The Society of Thoracic Surgeons (USA)“, „Deutsche Gesellschaft für Chirurgie“ und „Deutsche Gesellschaft für Thoraxchirurgie“. Zudem ist er Leitlinienbeauftragter der „Deutschen Gesellschaft für Thoraxchirurgie (DGT)“ in der Arbeitsgemeinschaft der Wissenschaftlichen Medizinischen Fachgesellschaften (AWMF) und arbeitet in unterschiedlichen Leitlinienentwicklungsgruppen u. a. der S3 Leitlinie Lungenkarzinom und der S3 Leitlinie Nierenzellkarzinom mit.

## Publikationen
- Publikationsliste Research Gate
- Publikationsliste pubMed